# Chiara Badano
Blahoslavená Chiara Badano (29. října 1971, Sassello – 7. října 1990, Sassello), známá též jako Chiara „Luce“ Badano, byla italská laická členka Hnutí Fokoláre, která v osmnácti letech zemřela na rakovinu kostí.

## Úcta
V katolické církvi byla 3. července 2008 prohlášena za ctihodnou a 25. září 2010 na mariánském poutním místě Divino Amore v Římě za blahoslavenou.